# Hyastenus tenuicornis
Hyastenus tenuicornis är en kräftdjursart som beskrevs av Pocock 1890. Hyastenus tenuicornis ingår i släktet Hyastenus och familjen Pisidae. Inga underarter finns listade i Catalogue of Life.